# 上川通夫
上川 通夫（かみかわ みちお、1960年5月 - ）は、日本仏教史学者、愛知県立大学教授。
大阪市生まれ。1984年立命館大学文学部卒業。89年同大学院文学研究科博士後期課程単位取得退学。1994年愛知県立大学文学部講師。96年助教授。2008年「日本中世仏教形成史論」で立命館大文学博士。愛知県立大学日本文化学部教授。

## 著書
- 『日本中世仏教形成史論』校倉書房、2007年
- 『日本中世仏教史料論』吉川弘文館、2008年
- 『日本中世仏教と東アジア世界』塙書房、2012年
- 『平安京と中世仏教　王朝権力と都市民衆』吉川弘文館、2015年

### 共編
- 中野玄三・加須屋誠共編『方法としての仏教文化史 ヒト・モノ・イメージの歴史学』勉誠出版、2010年
- 愛知県立大学日本文化学部歴史文化学科共編『国境の歴史文化』清文堂出版、2012年

## 論文
- CINII